# Álvaro Zamora
Álvaro José Zamora Mata (San José, 9 de marzo de 2002) es un futbolista costarricense que juega como extremo izquierdo en el Académico de Viseu F. C. de la Segunda División de Portugal

## Trayectoria

### Municipal Grecia
Fue enviado a préstamo al Municipal Grecia de parte de las categorías inferiores del Club Sport Herediano, con el que tuvo su debut en la máxima categoría costarricense. Su debut se produjo el 25 de enero de 2020 contra el Municipal Pérez Zeledón ingresando al minuto 86 en la victoria 1-4. El 10 de julio, volvió a tener participación, esta vez contra A. D. San Carlos, ingresó de cambio al minuto 51 en la derrota 2-5.

### Municipal Pérez Zeledón
Ingresó a las categorías inferiores del Municipal Pérez Zeledón, en donde tuvo 4 participaciones con el equipo mayor. Su debut en el cuadro sureño, se dio el 11 de abril de 2021 contra el Deportivo Saprissa, ingresó al minuto 80 en el empate 1-1.

### C. S. Uruguay de Coronado
El 1 de agosto de 2021, fue cedido al C. S. Uruguay de Coronado de la Segunda División de Costa Rica de parte de las categorías inferiores del Deportivo Saprissa, disputando 15 partidos, ofreciendo 3 anotaciones, se desvinculó del cuadro coronadeño el 31 de diciembre del mismo año.

### Deportivo Saprissa
Regresó al Deportivo Saprissa, pudiend realizar su debut el 16 de enero de 2022, contra A. D. San Carlos, ingresando al minuto 72 en la derrota 1-2. Seis días después volvió a tener participación contra el C. S. Cartaginés, ingresó de cambio al minuto 71 en la derrota 2-4. Concluyendo con la temporada 2021-22.
El Deportivo Saprissa avanzó en semifinales al quedar líder del grupo B del Torneo Apertura 2022, Zamora se enfrentó contra la L. D. Alajuelense en semifinales, sumando minutos en los juegos de ida y vuelta, el marcador global acabó siendo victoria para el Deportivo Saprissa con un 2-0, logrando avanzar a la final. En la final tuvo participación en el juego de ida contra el Club Sport Herediano, sumando 86 minutos en la victoria 2-0. En la vuelta no estuvo convocado, logrando ganar el Deportivo Saprissa con el marcador global 2-1, pero debido a que el líder de máximo de puntos en la tabla de posición de la Primera División de Costa Rica fue para el Club Sport Herediano, el Deportivo Saprissa avanzó a la gran final. En la gran final del partido de ida, Zamora participó en la victoria 2-0 con 79 minutos, mientras en el partido definitorio sumó 42 minutos, el conjunto tibaseño perdió de visitante en el estadio José Joaquín "Colleya" Fonseca con el marcador 1-0, mientras en el marcador global, el Deportivo Saprissa lograba ganar 2-1, siendo este para Zamora su primer título nacional con el Deportivo Saprissa.
El 15 de enero de 2023 disputó el debut por la primera fecha del Torneo Clausura 2023 contra A. D. Guanascteca, al minuto 38, Zamora realizó un gol olímpico, mientras al minuto 49 realizó su segunda anotación con gol de cabeza, siendo este su primer doblete, el encuentro finalizó con victoria 3-0, convirtiéndose en el MVP del compromiso.

### Aris Salónica F. C.
El 14 de julio de 2023, se oficializó la llegada al Aris Salónica F. C. de la Superliga de Grecia por un contrato de cinco años. El 17 de agosto, Zamora debutó en la competición internacional de la Liga Europa Conferencia de la UEFA contra el F. C. Dinamo de Kiev, en el que dio ingreso al minuto 105 en los tiempos extras, donde tuvo la oportunidad de patear en los lanzamientos de penales, logrando anotar, el encuentro finalizó con el empate 2-2, con la derrota en penales a 6-5, siendo eliminados de la competición. El 3 de septiembre, Zamora obtuvo su primera titularidad con el equipo por la jornada tres de la Superliga de Grecia, al minuto 16, Zamora marcó su primera anotación contra el Asteras Trípoli F. C. con una victoria de 3-2.

## Selección nacional

### Categorías inferiores
El 29 de mayo de 2023, se oficializó la convocatoria del director técnico Douglas Sequeira para la nómina de los jugadores para representar a la selección sub-23 de Costa Rica en la competición del Torneo Maurice Revello de 2023, Zamora fue parte de la nómina. Zamora disputó en el juego inaugural contra Venezuela, ingresando de cambio en la parte complementaria, por el empate 1-1, obteniendo la victoria en penales por 3-4. En su segundo compromiso, disputó como titular ante Francia durante 63 minutos por la derrota 3-1. En su tercer partido contra Arabia Saudita, no vio minutos por el empate 0-0, perdiendo la serie en penales por 3-2, quedando eliminados de la competición en fase de grupos. Costa Rica disputó un partido por el undécimo puesto contra Catar, Zamora ingresó de cambio al minuto 52 por la derrota 2-4.
El 23 de junio de 2023, fue convocado por el director técnico Erick Rodríguez para la nómina de los jugadores para representar a la selección de Costa Rica sub-23 en la competición de los Juegos Centroamericanos y del Caribe de 2023 con sede El Salvador.

#### Participaciones internacionales
| Competición                                  | Sede        | Resultado      | Partidos | Goles |
| -------------------------------------------- | ----------- | -------------- | -------- | ----- |
| Torneo Maurice Revello de 2023               | Francia     | Fase de grupos | 3        | 0     |
| Juegos Centroamericanos y del Caribe de 2023 | El Salvador | Subcampeón     | 5        | 2     |

### Selección absoluta
El 16 de septiembre de 2022, fue convocado por el director técnico colombiano Luis Fernando Suárez para los partidos amistosos previo a la Copa Mundial 2022 en suelo asiático contra Corea del Sur y Uzbekistán. El 23 de septiembre de 2022 se dio su debut con la selección de Costa Rica contra Corea del Sur, ingresó de cambio al minuto 46 para después finalizar con empate 2-2. Cuatro días después se enfrentó contra Uzbekistán, ingresó de cambio al minuto 46 por Carlos Mora, al minuto 94, Kendall Waston anotó el segundo tanto debido a una asistencia de Álvaro Zamora, finalizando con una dramática victoria 1-2.
El 3 de noviembre de 2022, el técnico Luis Fernando Suárez, realizó la conferencia de prensa de los 26 jugadores que viajarían a Catar para el evento de la Copa Mundial de Fútbol de 2022, Zamora fue parte de los nombres de la nómina. El 9 de noviembre de 2022, tuvo un partido amistoso contra Nigeria, siendo su primera ocasión alineado como titular, disputó un total de 77 minutos en la victoria 2-0. El 23 de noviembre, debutó en la Copa Mundial de 2022 contra la selección de España, ingresó al minuto 61 en la derrota 7-0. Zamora se mantuvo en la banca de suplencia ante Japón y Alemania, el 1 de diciembre, Alemania selló la participación de Costa Rica quedando eliminados en el marcador 2-4, finalizando en la cuarta posición con tres puntos.
El 10 de noviembre de 2023, fue convocado por el director técnico Gustavo Alfaro para disputar la Liga de Naciones de la Concacaf 2023-24 por los cuartos de final contra Panamá. Zamora disputó los partidos de ida y vuelta contra Panamá, siendo una derrota en el marcador global 6-1, resultado de la eliminación de la competición.
El 15 de marzo de 2024, se oficializó su convocatoria para el partido del Repechaje de la Copa América 2024 contra Honduras y el amistoso contra Argentina. El 23 de marzo se enfrentó contra Honduras, realizando una asistencia al minuto 62, el encuentro finalizó por la victoria 3-1, logrando obtener la Copa América 2024. Tres días después, se enfrentó contra Argentina, al minuto 34 colaboró en la jugada a gol, Zamora disputó 80 minutos en la derrota 3-1.
El 1 de junio de 2024, se oficializó su convocatoria para la clasificación al mundial 2026 para los partidos contra San Cristóbal y Nieves y Granada. El 6 de junio, se enfrentó a San Cristóbal y Nieves, disputó 82 minutos por la victoria 4-0. Tres días después participó durante 80 minutos, y realizó su primenar anotación al minuto 43 contra Granada por la victoria 0-3.
El 11 de junio de 2024, se oficializó su convocatoria de los 26 jugadores para la competición de la Copa América 2024. El 25 de junio, debutó contra Brasil, y disputó 70 minutos en el empate 0-0. El 28 de junio, se enfrentó a Colombia, disputando 66 minutos por la derrota 3-0. El 2 de julio, disputó contra Paraguay, ingresó al minuto 68 por la victoria 2-1, cerrando la competición de la Copa América 2024 en la tercera posición de la fase de grupos.
El 28 de agosto de 2024, se oficializó su convocatoria para la Liga de Naciones de la Concacaf 2024-25 contra Guadalupe y Guatemala. El 5 de septiembre, se enfrentó contra Guadalupe, dándose su ingreso desde el minuto 46 por la victoria 3-0. El 9 de septiembre, se mantuvo en el banco de suplencia contra Guatemala por el empate 0-0.

#### Participaciones internacionales
| Competición                             | Sede                    | Resultado        | Partidos | Goles |
| --------------------------------------- | ----------------------- | ---------------- | -------- | ----- |
| Liga de Naciones de la Concacaf 2023-24 | Concacaf                | Cuartos de final | 3        | 0     |
| Copa América 2024                       | Estados Unidos          | Fase de grupos   | 3        | 0     |
| Liga de Naciones de la Concacaf 2024-25 | Concacaf                | Cuartos de final | 2        | 0     |
| Copa de Oro de la Concacaf 2025         | Estados Unidos · Canadá | Cuartos de final | 1        | 0     |

#### Participaciones en eliminatorias
| Eliminatoria               | Sede                             | Resultado   | Partidos | Goles |
| -------------------------- | -------------------------------- | ----------- | -------- | ----- |
| Clasificación Mundial 2026 | Estados Unidos · México · Canadá | Por definir | 4        | 1     |

#### Participaciones en Copas del Mundo
| Mundial              | Sede  | Resultado      | Partidos | Goles |
| -------------------- | ----- | -------------- | -------- | ----- |
| Copa Mundial de 2022 | Catar | Fase de grupos | 1        | 0     |

## Estadísticas

### Clubes
Actualizado al último partido jugado el 4 de mayo de 2025.
| Club                                | Div.          | Temporada     | Liga  | Liga  | Liga   | Copas nacionales | Copas nacionales | Copas nacionales | Copas internacionales | Copas internacionales | Copas internacionales | Total | Total | Total  |
| Club                                | Div.          | Temporada     | Part. | Goles | Asist. | Part.            | Goles            | Asist.           | Part.                 | Goles                 | Asist.                | Part. | Goles | Asist. |
| ----------------------------------- | ------------- | ------------- | ----- | ----- | ------ | ---------------- | ---------------- | ---------------- | --------------------- | --------------------- | --------------------- | ----- | ----- | ------ |
| Municipal Grecia · Costa Rica       |               |               |       |       |        |                  |                  |                  |                       |                       |                       |       |       |        |
| 1.ª                                 | 2019-20       | 2             | 0     | 0     | —      | —                | —                | —                | —                     | —                     | 2                     | 0     | 0     |        |
| Total club                          | Total club    | 2             | 0     | 0     | 0      | 0                | 0                | 0                | 0                     | 0                     | 2                     | 0     | 0     |        |
| Pérez Zeledón · Costa Rica          |               |               |       |       |        |                  |                  |                  |                       |                       |                       |       |       |        |
| 1.ª                                 | 2020-21       | 4             | 0     | 0     | —      | —                | —                | —                | —                     | —                     | 4                     | 0     | 0     |        |
| Total club                          | Total club    | 4             | 0     | 0     | 0      | 0                | 0                | 0                | 0                     | 0                     | 4                     | 0     | 0     |        |
| Uruguay Coronado · Costa Rica       |               |               |       |       |        |                  |                  |                  |                       |                       |                       |       |       |        |
| 2.ª                                 | 2021-22       | 15            | 3     | 0     | —      | —                | —                | —                | —                     | —                     | 15                    | 3     | 0     |        |
| Total club                          | Total club    | 15            | 3     | 0     | 0      | 0                | 0                | 0                | 0                     | 0                     | 15                    | 3     | 0     |        |
| Deportivo Saprissa · Costa Rica     |               |               |       |       |        |                  |                  |                  |                       |                       |                       |       |       |        |
| 1.ª                                 | 2021-22       | 2             | 0     | 0     | —      | —                | —                | —                | —                     | —                     | 2                     | 0     | 0     |        |
| 1.ª                                 | 2022-23       | 42            | 4     | 3     | —      | —                | —                | —                | —                     | —                     | 42                    | 4     | 3     |        |
| Total club                          | Total club    | 44            | 4     | 3     | 0      | 0                | 0                | 0                | 0                     | 0                     | 44                    | 4     | 3     |        |
| Aris Salónica F. C. · Grecia        |               |               |       |       |        |                  |                  |                  |                       |                       |                       |       |       |        |
| 1.ª                                 | 2023-24       | 32            | 4     | 2     | 7      | 0                | 1                | 1                | 0                     | 0                     | 40                    | 4     | 3     |        |
| 1.ª                                 | 2024-25       | 20            | 2     | 0     | 2      | 0                | 0                | —                | —                     | —                     | 22                    | 2     | 0     |        |
| Total club                          | Total club    | 52            | 6     | 2     | 9      | 0                | 1                | 1                | 0                     | 0                     | 62                    | 6     | 3     |        |
| Académico de Viseu F. C. Portugal   |               |               |       |       |        |                  |                  |                  |                       |                       |                       |       |       |        |
| 2.ª                                 | 2025-26       | 0             | 0     | 0     | 0      | 0                | 0                | —                | —                     | —                     | 0                     | 0     | 0     |        |
| Total club                          | Total club    | 0             | 0     | 0     | 0      | 0                | 0                | 0                | 0                     | 0                     | 0                     | 0     | 0     |        |
| Total carrera                       | Total carrera | Total carrera | 116   | 13    | 5      | 9                | 0                | 1                | 1                     | 0                     | 0                     | 126   | 13    | 6      |
| 1. 2. Fuente:Transfermarkt / LIASCE |               |               |       |       |        |                  |                  |                  |                       |                       |                       |       |       |        |

### Selección de Costa Rica
Actualizado al último partido jugado el 18 de junio de 2025.
| Selección                                            | Año | Eliminatorias | Eliminatorias | Eliminatorias | Continental | Continental | Continental | Mundial | Mundial | Mundial | Amistosos | Amistosos | Amistosos | Total | Total | Total  |
| Selección                                            | Año | Part.         | Goles         | Asist.        | Part.       | Goles       | Asist.      | Part.   | Goles   | Asist.  | Part.     | Goles     | Asist.    | Part. | Goles | Asist. |
| ---------------------------------------------------- | --- | ------------- | ------------- | ------------- | ----------- | ----------- | ----------- | ------- | ------- | ------- | --------- | --------- | --------- | ----- | ----- | ------ |
| Absoluta · Costa Rica                                |     |               |               |               |             |             |             |         |         |         |           |           |           |       |       |        |
| 2022                                                 | —   | —             | —             | —             | —           | —           | 1           | 0       | 0       | 3       | 0         | 1         | 4         | 0     | 1     |        |
| 2023                                                 | —   | —             | —             | 2             | 0           | 0           | —           | —       | —       | —       | —         | —         | 2         | 0     | 0     |        |
| 2024                                                 | 2   | 1             | 0             | 6             | 0           | 1           | —           | —       | —       | 2       | 0         | 0         | 10        | 1     | 1     |        |
| 2025                                                 | 2   | 1             | 0             | 3             | 3           | 0           | —           | —       | —       | 0       | 0         | 0         | 5         | 4     | 0     |        |
| Total                                                | 4   | 2             | 0             | 11            | 3           | 1           | 1           | 0       | 0       | 5       | 0         | 1         | 21        | 5     | 2     |        |
| 1. 2. Fuente:Transfermarkt / National Football Teams |     |               |               |               |             |             |             |         |         |         |           |           |           |       |       |        |

#### Goles internacionales
| N. | Fecha               | Sede                           | Rival   | Gol | Resultado | Competición                                   |
| -- | ------------------- | ------------------------------ | ------- | --- | --------- | --------------------------------------------- |
| 1. | 9 de junio de 2024  | Estadio Nacional, Saint George | Granada | 0–2 | 0–3       | Clasificación Mundial 2026                    |
| 2. | 21 de marzo de 2025 | FFB Field, Belmopán            | Belice  | 0–5 | 0-7       | Clasificación Copa de Oro de la Concacaf 2025 |
| 3. | 21 de marzo de 2025 | FFB Field, Belmopán            | Belice  | 0–7 | 0-7       | Clasificación Copa de Oro de la Concacaf 2025 |
| 4. | 25 de marzo de 2025 | Estadio Nacional, San José     | Belice  | 6–1 | 6-1       | Clasificación Copa de Oro de la Concacaf 2025 |
| 5. | 7 de junio de 2025  | Wildey Turf, Wildey            | Bahamas | 0–8 | 0-8       | Clasificación Mundial 2026                    |

## Palmarés

### Títulos nacionales
| Título                         | Club               | País       | Año  |
| ------------------------------ | ------------------ | ---------- | ---- |
| Primera División de Costa Rica | Deportivo Saprissa | Costa Rica | 2022 |
| Primera División de Costa Rica | Deportivo Saprissa | Costa Rica | 2023 |

### Distinciones individuales
| Distinción                                                                         | Año  |
| ---------------------------------------------------------------------------------- | ---- |
| Mejor jugador sub-20 de la Primera División de Costa Rica del Torneo Apertura 2022 | 2023 |